# Liste der Baudenkmale in Kranenburg (Oste)
In der Liste der Baudenkmale in Kranenburg (Oste) sind alle Baudenkmale der niedersächsischen Gemeinde Kranenburg (Oste) aufgelistet. Die Quelle der  Baudenkmale ist der Denkmalatlas Niedersachsen. Der Stand der Liste ist der 2. November 2020.

## Allgemein
In den Spalten befinden sich folgende Informationen:
- Lage: die Adresse des Baudenkmales und die geographischen Koordinaten. Kartenansicht, um Koordinaten zu setzen. In der Kartenansicht sind Baudenkmale ohne Koordinaten mit einem roten Marker dargestellt und können in der Karte gesetzt werden. Baudenkmale ohne Bild sind mit einem blauen Marker gekennzeichnet, Baudenkmale mit Bild mit einem grünen Marker.
- Bezeichnung: Bezeichnung des Baudenkmales
- Beschreibung: die Beschreibung des Baudenkmales. Unter § 3 Abs. 2 NDSchG werden Einzeldenkmale und unter § 3 Abs. 3 NDSchG Gruppen baulicher Anlagen und deren Bestandteile ausgewiesen.
- ID: die Objekt-ID des Baudenkmales
- Bild: ein Bild des Baudenkmales, ggf. zusätzlich mit einem Link zu weiteren Fotos des Baudenkmals im Medienarchiv Wikimedia Commons. Wenn man auf das Kamerasymbol klickt, können Fotos zu Baudenkmalen aus dieser Liste hochgeladen werden:

## Kranenburg (Oste)

### Einzelbaudenkmale
| Lage                                     | Bezeichnung               | Beschreibung | ID       | Bild |
| ---------------------------------------- | ------------------------- | --- | -------- | ---- |
| Am Brink 2 53° 36′ 23″ N, 9° 12′ 25″ O   | Kapelle                   | Backsteinkapelle mit rechteckigem Saal, unter ziegelgedecktem Satteldach. Am Westende ein quadratischer Dachreiter. Erbaut 1811 (i). Im Inneren eine flache Balkendecke, Kanzelaltar von 1811 erhalten.                                                                                         | 30924021 |      |
| Dorfstraße 45 53° 36′ 30″ N, 9° 12′ 6″ O | Wohn-/ Wirtschaftsgebäude | Giebelständiger Fachwerkbau mit Backsteinausfachung, unter reetgedecktem Satteldach; Außenwände zum Teil massiv in Backstein erneuert; der Wohnteil in den 1930er Jahren durch einen zusätzlichen Abschnitt erweitert. Mit vollständig erhaltenem Innengerüst und Struktur. Errichtet 1850 (i). | 37343740 | BW   |
| Möhlendiek 5 53° 36′ 31″ N, 9° 12′ 28″ O | Wohn-/ Wirtschaftsgebäude | Giebelständiger Fachwerkbau mit Backsteinausfachung unter reetgedecktem Walmdach. Wände größtenteils massiv in Backstein ersetzt. Errichtet 1827 (i). | 30924040 | BW   |
| Möhlendiek 5 53° 36′ 31″ N, 9° 12′ 28″ O | Scheune                   | Traufständiger Fachwerkbau mit Backsteinausfachung, unter ziegelgedecktem (ehemals Reet) Satteldach. Errichtet in der zweiten Hälfte des 19. Jahrhunderts. | 30924059 | BW   |

## Brobergen

### Einzelbaudenkmale
| Lage                                      | Bezeichnung | Beschreibung | ID       | Bild |
| ----------------------------------------- | ----------- | --- | -------- | ---- |
| Schulstraße 2 53° 35′ 37″ N, 9° 11′ 22″ O | Schule      | Traufständiger Zweiständerbau in Fachwerk mit Backsteinausfachung, unter reetgedecktem Walmdach. Errichtet in der zweiten Hälfte des 19. Jahrhunderts als Dorfschule von Brobergen. | 30923932 | BW   |